# Eugène Vallin
Gustave Serrurier-Bovy (Herbéviller, 1856-Nancy, 21 de julio de 1922) fue un arquitecto y diseñador de muebles francés, exponente del estilo Art Nouveau.

## Biografía
Estudió en la Escuela de Bellas Artes de Nancy. En sus inicios estuvo marcado por la arquitectura historicista, especialmente el neogótico y neorrococó, pero hacia 1895 evolucionó al modernismo, gracias sobre todo a la influencia de Émile Gallé. Posteriormente, ya entrado el siglo XX, su obra se fue desprendiendo de las características formas curvilíneas del modernismo y se fue acercando a una arquitectura más funcionalista.

## Obras
- Casa y taller Vallin, 1895, boulevard Lobau, Nancy.
- Maison du peuple, 1902, rue Drouin, Nancy.
- Edificio Georges Biet, 1902, rue de la Commanderie, Nancy (con Georges Biet).
- Ayuntamiento de Euville, 1901-1903, (con Henry Gutton y Joseph Hornecker).
- Edificio 86 rue Stanislas, 1906.
- Farmacia Malard, 1907, place Charles-de-Gaulle, Commercy.